# Sandra Conley
Sandra Conley (Hatfield, 24 ottobre 1943) è un'ex ballerina britannica.

## Biografia
Sandra Conley nacque nell'Hertfordshire nel 1943 e nel 1962 fu scritturata dalla compagnia itinerante del Royal Ballet. Nel 1970 si unì alla compagnia principale con sede alla Royal Opera House e nel 1980 fu proclamata prima ballerina della compagnia. Danzò con il Royal Ballet per quarantacinque anni, prima come ballerina principale e poi come caratterista, prima di dare l'addio alle scene nel novembre 2007 interpretando la Nutrice nel Romeo e Giulietta di Kenneth MacMillan.
Oltre ad aver danzato in ruoli da protagonista in occasione delle prime di diversi balletti di MacMillan, Antony Tudor, Frederick Ashton e John Neumeier, Conley ha danzato con il Royal Ballet in occasione di diverse rappresentazioni della compagnia al Metropolitan Opera House: nel 1981 ha danzato nel ruolo dell'eponima protagonista in Isadora, mentre nel 1983 ha interpretato Elisabetta di Baviera in occasione della prima newyorchese del Mayerling di MacMillan.